# 가네코 다쿠로
가네코 다쿠로(일본어: 金子 拓郎, 1997년 7월 30일~)는 일본의 축구 선수이다.

## 구단 경력
그는 2019년 J1리그의 홋카이도 콘사돌레 삿포로에 입단했다. 2023년까지 123경기에 출전하여, 20득점을 넣었다. 2023년 7월 GNK 디나모 자그레브로 이적했다. 2024년 KV 코르트레이크로 이적했다. 2025년 J1리그의 우라와 레즈로 이적했다.